# Отоне Висконти
Отоне Висконти (на италиански: Ottone Visconti, Ottorino; * 1207, Инворио; † 8 август 1295, Абатство Киаравале, Милано) е архиепископ на Милано (22 юли 1262 – 8 август 1295) и пръв от фамилия Висконти господар на Милано (1277 – 1278 и 1282 – 1287).
Мартино дела Торе от фамилията Дела Торе, който от 1256 г. е де факто господар на Милано, се съпротивлява на назначението на Отоне като архиепископ на града и го прогонва. Така той 15 години не може да поеме архиепископството.

## Произход
Той е син на Уберто Висконти († 1249), господар на Масино, Албицате и Безнате в Ломбардия, и на съпругата му Берта Пировано. Има петима или шест братя и една сестра:
- Ацоне († 1262)
- Андреото, дядо на Матео I Висконти – господар на Милано
- Обицо († сл. 1266), господар на Масино, юридически консул на Милано (1266); съпруг на Фиорина Мандели
- Беатриче, графиня на Кортенова като съпруга на за Еджидио
- Уберто, епископ на Вентимиля
- Гаспаре († сл. 1248), подест на Оледжо (1248), родоначалник на следните семейства: Господари на Касано Маняго (изчезнали през 19 век), Господари на Йераго (изчезнали 1715), Виконти на Безнате (изчезнали 1715), Виконти на Крена (изчезнали 1722), Господари на Гропело (изчезнали 1598), Графове на Карбонара (изчезнали 1693), Графове и господари на Фонтането (изчезнали 1887), Господари на Албицате (изчезнали 1633), Висконти Боромео, графове на Фаняно (изчезнали 1564), Висконти Боромео Арезе, графове на Бребия (изчезнали 1750)
- Пиетро

## Духовна кариера
Първоначално Отоне е каноник в Дезио, а след това, през 1252 г., постъпва на служба при Леоне да Перего, тогавашен архиепископ на Милано, който го изпраща като свой прокурор във Франция при Инокентий IV, чийто капелан става. През септември 1247 г. става камерлинг на папския легат и кардинал Отавиано Убалдини, когото следва повече от десетилетие в различни посолства в Италия и Франция.
През 1260 г. е подест на Новара.

### Архиепископ на Милано
Архиепископ Леоне да Перего умира през 1257 г. и именно кардинал Отавиано Убалдини подкрепя името на Отоне като достоен наследник на трона на архиепископа вместо Раймондо дела Торе или благородника Франческо де Сетала. Въпреки съпротивата на Мартино дела Торе – ръководител на Credenza di Sant'Ambrogio (Миланската община) и в нарушение на древната привилегия, според която Милано избира своя архиепископ, Отоне е назначен от папа Урбан IV за архиепископ на града на 22 юли 1262 г. в Монтефиасконе.

#### Конфликт с Дела Торе
Мартино дела Торе, възмутен от избора, наложен от папата, окупира архиепископията през август и е отлъчен от апостолския легат Филипо ди Пистоя, който поставя под запрещение Милано, защото е отхвърлил новия архиепископ. Тогава започва война между Отоне и онези, които се противопоставят на неговата църковна кариера: на първо място могъщият крал на Сицилия Манфред от Павия, Напо дела Торе (който ще стане имперски викарий през 1274 г.) и цялото гвелфско семейство Дела Торе.
На 1 април 1263 г. (Великден) Отоне влиза в Арона – селище на южния бряг на езерото Маджоре с процесия от благородници, избягали от Милано и намерили убежище в различни ломбардски градове, като официално влиза във власт на амброзианския обред. В отговор на това миланската армия обсажда Арона и заема позиция в архиепископската крепост в Анджера, разположена на другия бряг на езерото срещу Арона на около 2 км разстояние. Отоне Висконти реагира, като пише от Арона до главата на катедралата на Новара, за да отлъчи Франческо дела Торе (брат на Мартино дела Торе и подест на Мантуа) и самата Мантуа заради помощта им за обсадителите на Милано. На 5 май Отоне, заплашен от пехотата на генерал-капитана на Милано Палавичино, се предава. Палавичино разрушава укрепленията на Арона и замъците на Анджера и на Бребия.
Отоне се оттегля в Новара, но през юни 1263 г. Франческо дела Торе го гони и той намира убежище при папата в Монтефиасконе. Тогава Отоне отлъчва епископа на Новара, който е предал на подеста заложниците, които Отоне му е поверил.
През ноември 1263 г. Мартино дела Торе умира и е заменен от брат си Филипо, а през октомври 1264 г. – от големия поддръжник на Отоне папа Урбан IV. Новият папа Климент IV, въпреки че отказва през август 1265 г. да свали Отоне и да приеме предложението за назначаване на Раймондо дела Торе за апостолски легат, се оказва много по-хладен към Отоне.
Междувременно Палавичино дава титлата на генерал-капитан на Милано на Шарл I Анжуйски – брат на френския крал Луи IX, и се мести в лагера на гибелините, ставайки враг на Дела Торе. Въпреки това семейство Дела Торе продължава да диктува закона в град Милано. Междувременно след смъртта на Филипо дела Торе през септември 1265 г. той е наследен от братовчед си Напо дела Торе. Когато Паганино дела Торе, станал подест на Верчели, е убит през януари 1266 г. по инициатива на Палавичино, отмъщението е жестоко: 53 милански благородници са обезглавени на градския площад.
Въпреки че през декември 1266 г. папа Климент IV настоява Милано да приеме своя архиепископ Отоне Висконти, след смъртта на папата през ноември 1268 г. случаят все още не е разрешен и мястото остава вакантно през следващите три години.
През 1268 г. Отоне урежда брака между Бонакоса Бори – дъщеря на богатия милански благородник Скуарчино Бори и Матео Висконти – внук на брат му Андреото.
През септември 1271 г., почти три години след смъртта на папа Климент IV, Тебалдо Висконти е избран за папа с името Григорий X. Той е член на рода Висконти по линия от Пиаченца. Той е архидякон на Лиеж и по онова време е в Светите земи, където току-що се е срещнал с Марко Поло. На 14 януари 1272 г. брат му Висконте Висконти е новият подест на Милано. В онези дни Отоне е в покрайнините на града, готов да се възползва от добрата възможност да се нанесе като нов архиепископ.
През 1273 г. новият папа Григорий X, минавайки през Милано, потвърждава валидността на избора на Отоне, но го моли да остане в Пиаченца, за да не влошава още повече отношенията със семейство Дела Торе. Папата е добре приет от Дела Торе, влиза в Милано на 8 октомври, но остава там само три дни. Отоне след това се присъединява към папата в Лион, където Григорий X се готви да провъзгласи нов кръстоносен поход.
Истинска психоза завладява Милано: семейство Дела Торе стига дотам, че изгонва над двеста души, принадлежащи към миланските благороднически семейства, които са принудени да бягат в изгнание в Новара и в Павия. В очакване на контраатаката на Висконти е сформирана специална милиция за защита на града от Отоне.

#### Битка при Гуацера
През 1276 г. изгонените милански благородници намират убежище в Павия, избират Гофредо (или Готифредо), граф на Лангоско за техен нов водач, като обещават да го издигнат за господар на Милано, ако прогони Дела Торе. Той събира армия от павийци, успява да превземе Арона и Анджера, гарантирайки подкрепата на жителите на селищата и на много близки долини, които симпатизират на Отоне, след което се насочва към Кастелсеприо. Напо дела Торе е принуден да отговори, като тръгва към Анджера с армия от милански и немски рицари, за да го обсади, и това принуждава изгнанниците да се върнат по стъпките си, за да го защитят. Битката, която влиза в историята като битката при Гуацера, се провежда близо до калните брегове на потока Гуаца, който разделя селищата Испра и Ранко, и завършва с победата на Дела Торе.
Гофредо да Лангоско в средата на битката преследва немски рицар и успява да го свали, но скоро се оказва заседнал в калта и, заобиколен от врагове, е принуден да се предаде. Доведен в павилиона на Напо дела Торе, той веднага е екзекутиран. В сблъсъка са заловени 34 милански благородници, включително Теобалдо Висконти – син на брата на Отоне Андреото.
Напо дела Торе с тази си победа взима обратно двете крепости на Арона и на Анджера. На връщане, близо до Галарате, той дава заповед да екзекутират всички затворници.

#### Битка при Джерминяга
Отоне чува слуховете за поражението при Гуацера, докато се намира от известно време в Биела след завръщането си от Лионския събор като придружител на папа Григорий X. За да провери ситуацията, той отива във Верчели, където се укриват много от оцелелите от битката. Там той е избран за новия глава на миланските изгнаници. След това събира армия в района на Новара и тръгва към Кастелсеприо, успявайки да го превземе. За пореден път Напо дела Торе отговаря незабавно и заедно със сина си Касоно отива в Сеприо. Има два сблъсъка: в първия Висконти побеждава, но на следващия ден, след като Напо получава допълнителни подкрепления, Отоне е победен и принуден да се укрие в околните гори. Отоне бяга в Лурате близо до Комо.
След това той отива в града с надеждата да бъде приет, но е изгонен и принуден да бяга през долините чак до Джорнико и от там до Канобио на езерото Маджоре. В рамките на два дни, благодарение на дипломатическите си умения, той успява да убеди местните благородници, които първоначално затварят вратите си пред него, да пледират за неговата кауза. Кара да построят флот от галери, който поставя под командването на Симоне да Локарно, и започва отново да събира съюзниците си. Семейство Дела Торе обаче научава за ходовете на архиепископа и изпраща флот от Анджера до Джерминяга близо до Канобио. Там флотът им е изненадан и унищожен благодарение на изненадваща нощна атака, водена от Симоне ди Локарно.
След това флотът на Висконти атакува крепостта на Арона заедно със сухопътни войски, съставени от миланци, павийци и новарци, водени от маркиз Вилхелм VII Монфератски. Крепостта успява да устои и когато армията на Дела Торе пристига, маркизът на Монферат се оттегля, осъждайки Отоне на поражение и бягство към Новара.

#### Битка при Дезио
Капитанът на народа Симоне да Локарно, който бяга в Комо, успява да осигури града, като прогони симпатизантите на Дела Торе. Скоро там пристига Отоне и двамата заедно започват да събират нова армия. В началото на януари 1277 г. те поставят Рицардо – граф на Ломело начело на армията и маршируват към брега на Леко по езерото, превземайки Леко и Чивате, след което проникват в Мартезана.
Напо дела Торе заповядва на сина си Касоно и на Гофредо дела Торе да поставят гарнизон при Канту с 400 – 500 немски рицари. Самият той, заедно с Понцио дели Амати (един от двамата подеста на града), напуска Милано начело на 700 рицари и отива в Дезио, вече защитен от над 150 рицари, водени от много членове на семейство Дела Торе. Армията на Висконти се разполага на лагер в Сереньо, на няколко километра северно от Дезио, и Отоне е информиран от някои от неговите симпатизанти – жители на селището (на което той е бил каноник) колко слаба е отбраната и как врагът подценява силите му.
През нощта между 20 и 21 януари Отоне мълчаливо приближава армията си до Дезио и превзема вратите му благодарение на контактите си в селището или със сила, след което го обгражда със своите хора, премахвайки всички пътища за бягство на врага. Много благородници от семейство Дела Торе са изненадани в леглата си, а някои като Франческо и Андреото оказват доблестна, но безплодна съпротива и падат под ударите на врага. Напо дела Торе е заловен и пощаден по заповед на Отоне, и затворен в клетка заедно с много други свои роднини в замъка Барадело над Комо. Повечето от тях са освободени след плащането на голям откуп, но Напо умира от глад там на 16 август 1278 г. Победата в битката при Дезио бележи началото на господството на семейство Висконти и господството му над Милано и Ломбардия през следващите 170 години.

#### Влизане на Отоне в Милано
След като новината за победата при Дезио достига до Милано, малка армия от около 600 мъже, която заедно с карочо-то напуска града, за да се притече на помощ на Дела Торе, се връща в стените на малката миланска порта Пустерла деле Аце и народът започва да плячкосва двореца на Дела Торе на днешния площад Пиаца дела Скала. Синът на Напо дела Торе – Касоно и Гофредо дела Торе тръгват от Канту за Милано заедно с немските рицари, надявайки се да се съберат отново със своите роднини, но откриват, че вратите на града са залостени. Превземайкии със сила Порта Комасина най-накрая те стигат до дворците си и прогонват плячкосващите, след което бият камбаните на Бролето Нуово, но малцина им се притичат на помощ. Хората от партията на Висконти, които са и много по-многобройни, изгонват подеста на града и след като решават да го предадат на Отоне, изпращат няколко посланици, които го канят да влезе в града. Касоно и Гофредо дела Торе са принудени да напуснат града, търсейки напразно убежище първо в Лоди, а след това в Кремона, докато накрая не отиват в Парма.
На 22 януари 1279 г. Отоне Висконти влиза в Милано, предшестван от глашатаи, носещи кръста и пасторската тояга, сред тълпа от хора, чакащи го дори пред градските порти. Според традицията той първо отива в базиликата „Сант Амброджо“, където символично поема архиепископското достойнство, а след това в Бролето Векио (бъдещ Кралския дворец), където Съветът на 900-те го признава за господар на Милано. След това той назначава Рицардо да Лангоско за нов подест и Симоне да Локарно за капитан на народа, прогонва семейство Дела Торе от града и нарежда 21 януари – денят на Света Агнес да бъде отсега нататък тържествен празник.

#### Бунт на Дела Торе
На 11 май 1278 г. Дела Торе, след като прекарват една година, за да съберат силите си, изведнъж успяват да превземат Лоди. Отоне отговаря, като събира армия, съставена от жители на Милано, Павия, Комо, Новара и Верчели под командването на подеста Алберто дела Фонтана от Пиаченца. На 16 май миланците излизат с Карочо-то от миланската Порта Романа, на следващия ден лагеруват близо до Киаравале и на 25 май цялата армия се събира при Сан Донато. Касоно дела Торе има числено по-малка армия, съставена от жители на Пиаченца, Парма, Реджо Емилия, Виченца и германски рицари. С течение на времето, поради вътрешните раздори на Висконти, много мъже си тръгват, докато армията на Дела Торе се увеличава числено благодарение на триста рицари и още толкова арбалетчици на коне, водени от Раймондо дела Торе – епископ на Аквилея.
Сблъсъкът е близо до Лоди в началото на юни и завършва с победата на Дела Торе, което принуждава Висконти да се укрепи в Милано. След победата Дела Торе превземат Меленяно, Сан Джулиано и Сан Донато, достигайки до портите на града и опустошавайки провинцията. Миланците се опитват да ги отблъснат, като напускат града и се бият близо до Сан Донато, но отново са победени. Скоро Дела Торе успяват да превземат всички мостове над река Ада в Касано, Ваприо и Трецо до Инчино, както и селищата Бриняно, Тревильо и Караваджо отвъд реката.
След това Отоне моли за помощ маркиза на Монферат Вилхелм VII, който приема и на 16 август в базиликата „Сант Амброджо“ е избран за капитан на народа и господар на Милано за пет години. На 31 август маркизът заедно със Симоне да Локарно и подеста на Милано Раниеро Дзено лагерува в Меленяно с армия от триста души от Павия, Верчели, Тортона и Алесандрия, към които се прибавят миланските войски. На 8 септември той превзема Салерано сул Ламбро, след това Баргано, Боргето Лодиджано и Сан Коломбано.
На 15 септември обаче маркизът научава новината за приближаването на армията на Дела Торе и без да се съпротивлява, напуска тези земи и се връща в Милано. Знаейки, че сега миланците трябва да прибягват до заеми, за да плащат на хората от армията си, Вилхелм Монфератски се възползва от възможността да поиска допълнителни услуги, които обаче са отхвърлени, поради което той изоставя службата си. Тогава миланците решават да остават Лоди на суша, като отклонят водите на река Ада в река Ламбро. За това начинание армия, водена от подеста, се насочва на 25 септември към Горгондзола, минавайки през Крешенцаго (днешен квартал на Милано), Пиолтело и Мелцо. След като пристига там, той разбира, че Дела Торе лагеруват наблизо и затова остава там един месец. Когато на 25 октомври Отоне лично идва в Горгондзола с подкрепления, Дела Торе изненадващо нападат селището, като го подпалват, разпръскват вражеската армия и взимат много пленници. Отоне е принуден да се скрие в камбанарията на църквата, за да избегне залавяне.
Архиепископът решава отново да поиска помощ от Маркиза на Монферат, който този път иска господството на Милано до живот, но в крайна сметка се задоволява да го има за срок от 10 години и да е със свободни ръце във военните операции, включително и във възможността за установяване мир, когато го смята за подходящо. На 22 декември започват преговорите за мир с Раймондо дела Торе, но те се провалят. На 1 януари 1279 г. армията, съставена от 900 души, доведени от Маркиза на Монферат и миланците, водени от подеста на Милано Антонио да Ломело, се разполага на лагер в Монца. Армията на Висконти заобикаля Дела Торе, лагеруващи във Вимеркате, и превзема Трецо, след което попада в капан, поставен от шпионите на Дела Торе, които я карат да повярва, че село Ваприо е неохраняемо. Дела Торе възобновяват преговорите за мир и на 21 януари 1279 г. има споразумение за примирие, подписано на 28 в Меленяно. Според него река Ада ще разделя териториите на двете части, Дела Торе ще си възвърнат владението над имотите им и забраната за тях ще бъдат премахнати, а пленниците, заловени от всяка страна, ще бъдат освободени.

#### Битка при Ваприо
Примирието е краткотрайно. Много от най-изтъкнатите милански благороднически семейства се противопоставят на връщането на Дела Торе в града и жителите на Комо отказват да освободят заловените затворниците без откуп в замяна. Когато Дела Торе връщат някои крепости, както е уговорено, маркизът на Монферат отказва да изпълни подписаните от него глави, поради което военните действия се възобновяват. Дела Торе се възползват от преминаването на Уберто да Оцеро на своя страна, за да използват замъка в Оцеро като плацдарм за превземането на Албайрате и Маджента, където побеждават контингент на Висконти. Междувременно обаче Отоне отново превзема Оцеро и маркизът на Монферат превзема Трецо, а след това и целия район на Джера д'Ада.
През 1280 г. Маркизът на Монферат отива в Испания при своя тъст крал Алфонсо X Кастилски, за да поиска други войски в рамките на обширен план, който дори предвижда завземането на цяла Италия и накрая поставянето ѝ под кастилско господство. Дела Торе се възползват от възможността да съберат армия от 2000 пехотинеца и 200 конници в Лоди, която се изкачва по река Ада, завладявяйки Ваприо. Висконти отговарят, като изпращат от Милано армия от 30 000 пехотинеца и 3000 конници, съставена от жители на Милано, Новара и Комо, и водени от подеста Томазо дели Авокати и от капитана на народа Джовани дел Поджо. Сблъсъкът е близо до Ваприо и Дела Торе, въпреки тяхната храброст, са победени от преобладаващите сили на врага. Мнозина загиват на бойното поле, а много други се удавят във водите на река Ада.
Касоно дела Торе е заловен и обезглавен заедно със Скуртапелича дела Порта – подест на Лоди, докато Паганино да Оцеро – роднина на Уберто е екзекутиран пред Порта Ориентале, а останалите 800 затворници са отведени в града. В началото на лятото на 1281 г. Маркизът на Монферат се завръща от Испания с 500 рицари и 100 испански арбалетчици. Заедно с армия от хора от Милано, Новара, Верчели, Павия и Комо той се опитва отново да обсади Лоди, като същевременно държи кремонците ангажирани с втори контингент. Хората от Лоди и Кремона обаче получават помощта на Парма, Реджо, Модена и Ферара, които през октомври принуждават маркиза да се оттегли.

### Господар на Милано
В края на 1281 г. отношенията между Отоне и Маркиза на Монферат се влошават и архиепископът гони маркиза, който става съюзник на Дела Торе от Милано. Междувременно през 1281 г. нова битка срещу Дела Торе във Ваприо д'Ада носи победа за Висконти в деня на Свети Диониджи, който става покровител на Висконти заедно със Света Агнес. Вражеската армия е победена и разпръсната: Касоно дела Торе е убит в битка, Раймондо дела Торе намира убежище във Фриули, а мирът е подписан в Лоди.

### Последни години и смърт
Последните години на управлението на Отоне, който никога не поема длъжността на капитан на народа или господар на Милано – функции, които очевидно са несъвместими с титлата на архиепископ, са по-спокойни. Все пак неговата власт де факто, базирана на способността му бързо да призовава градските милиции, както във външната, така и във вътрешната политика, не се оспорва от капитаните на народа и от подеста, които се сменят на всеки 6 месеца. Отоне също така се ползва с подкрепата на Императора на Свещената Римска империя – формално владетел на Милано, който, подкрепяйки Висконти, избягва да трябва официално да делегира правомощия на местната власт.
През декември 1287 г. Отоне назначава за капитан на народа Матео – внук на брат му, като тази функция му е дадена отново две години по-късно. През 1291 г. Общинският съвет дава на Матео титлата „господар на Милано“. Уморен, Отоне се оттегля в Абатство „Киаравале“ в Милано, където умира на 88-годишна възраст на 8 август 1295 г. Погребан е в Миланската катедрала.